# Andrena elisaria
Andrena elisaria är en biart som beskrevs av Gusenleitner 1998. Andrena elisaria ingår i släktet sandbin, och familjen grävbin. Inga underarter finns listade i Catalogue of Life.